# رویال مارزدن
رویال مارزدن بیمارستان و پژوهشگاهی وابسته به کالج سلطنتی لندن است که در شهر لندن قرار دارد. این بیمارستان در سال ۱۸۵۱ توسط ویلیام ماردزن بنیان نهاده شد. بیمارستان و پژوهشگاه ماردزن مرکزی پیشرو در خصوص سرطان‌شناسی می‌باشد.